# Ernst-Thälmann-Straße 11 (Gernrode)

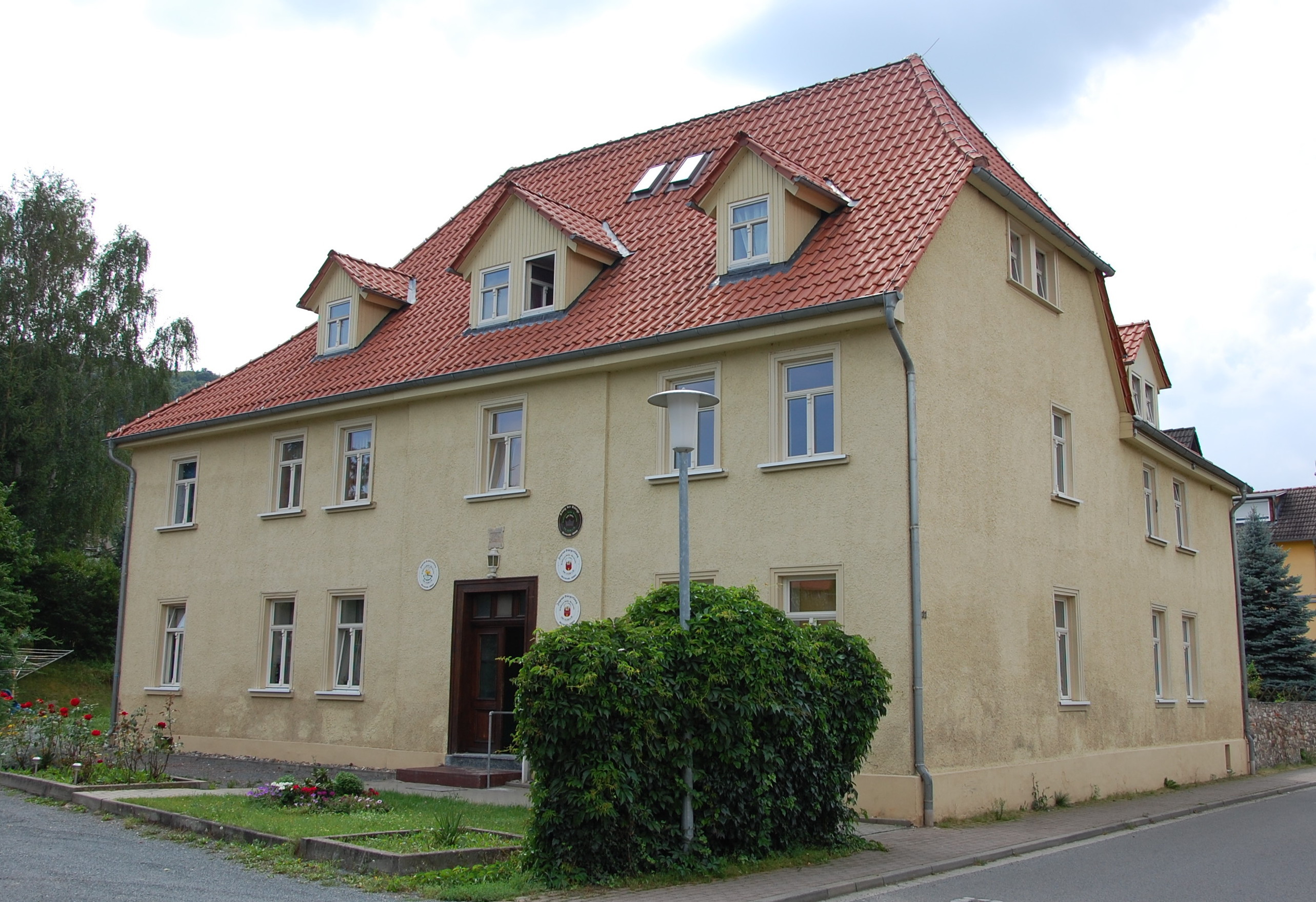
Haus Ernst-Thälmann-Straße 11

Das Haus Ernst-Thälmann-Straße 11 ist ein denkmalgeschütztes Gebäude im zur Stadt Quedlinburg in Sachsen-Anhalt gehörenden Ortsteil Stadt Gernrode.

## Lage
Das Gebäude befindet sich westlich der Gernröder Altstadt und ist im örtlichen Denkmalverzeichnis als Wohnhaus eingetragen. 

## Architektur und Geschichte
Das große zweigeschossige Fachwerkhaus entstand im 17. Jahrhundert. In moderner Zeit wurde es umgebaut. Hierbei wurden Hauseingangstür und Fenster erneuert. Darüber hinaus wurde das Gebäude verputzt. Bedeckt ist das Haus von einem hohen Dachstuhl. Zur Straße hin ist es als Krüppelwalmdach, zur Gartenseite als Walmdach gestaltet.